# Dooran
Dooran (en anglès Dooran Parish) és una localitat rural de Warren Shire i una parròquia civil del comtat d'Oxley, Nova Gal·les del Sud.
La parròquia es troba al riu Macquarie a l'est de Nyngan i a l'oest de Warren.
L'economia de la parròquia es basa en l'agricultura, principalment de bestiar oví i de blat. La topografia és plana i el clima és semi àrid.
Els propietaris tradicionals de la zona són les ètnies Wiradjuri i Wailwan.